# Törstegölen
Törstegölen är en sjö i Tingsryds kommun i Småland och ingår i Bräkneåns huvudavrinningsområde.